# Флаги наших отцов
«Флаги наших отцов» (англ. Flags of Our Fathers) — американский военный драматический фильм 2006 года режиссёра, сопродюсера Клинта Иствуда, написанный Уильямом Бройлзом-младшим и Полом Хаггисом. Он основан на одноимённой книге 2000 года, написанной Джеймсом Брэдли и Роном Пауэрсом о битве за Иводзиму в 1945 году, пяти морских пехотинцах и одном морском санитаре, которые участвовали в поднятии флага над Иводзимой, и последствиях этого события для их жизней. Фильм, снятый с американской точки зрения на битву при Иводзиме, является дополнением к фильму Иствуда Письма с Иводзимы, в котором та же битва показана с японской точки зрения; оба фильма были сняты параллельно.
Фильм вышел в прокат 20 октября 2006 года. Несмотря на то, что он провалился в прокате, собрав всего 65,9 миллионов долларов при бюджете в 90 миллионов, фильм получил положительные отзывы критиков. Сопутствующий фильм Письма с Иводзимы вышел в прокат в Японии 9 декабря 2006 года, а в США - 20 декабря 2006 года, собрав в прокате чуть больше, чем Флаги наших отцов, и был признан критиками лучшим фильмом.

## Сюжет
Поскольку трёх американских военнослужащих – рядового морской пехоты первого класса Айру Хейза, рядового первого класса Рене Гэньона и помощника фармацевта военно–морского флота 2-го класса Джона «Дока» Брэдли - чествуют как героев фильма Военные бонды, они вспоминают о своём опыте с помощью флэшбэка.
После обучения в лагере Тарава на Гавайях 28-й полк морской пехоты 5-й дивизии морской пехоты отправляется на Иводзиму. Военно-морские силы в течение трех дней обстреливают предполагаемые позиции японцев. Сержант Майк Стренк назначен командиром второго взвода.
На следующий день, 19 февраля 1945 года, морские пехотинцы высаживаются на Иводзиму на лодках Higgins и LVTS. На пляжах тихо, и рядовой первого класса Ральф «Игги» Игнатовски задаётся вопросом, все ли защитники погибли, прежде чем японская тяжёлая артиллерия и пулемёты откроют огонь по наступающим морским пехотинцам и кораблям ВМС. Потери велики, но пляжи защищены.
Два дня спустя морские пехотинцы атакуют гору Сурибати под шквальным огнём японской артиллерии и пулемётов, в то время как военно-морской флот бомбардирует гору. Док спасает жизни нескольким морским пехотинцам под огнём, за что позже получает Военно-морской крест. В конце концов, гора захвачена.
23 февраля взвод под командованием сержанта Хэнка Хансена достигает вершины горы Сурибати и поднимает флаг Соединённых Штатов под одобрительные возгласы с пляжей и кораблей. Министр военно-морского флота Джеймс Форрестол, который стал свидетелем поднятия флага, когда высадился на берег, просит флаг для себя. Полковник Чандлер Джонсон решает, что его 2-й батальон заслуживает флага больше. Рене отправляется наверх со вторым взводом, чтобы заменить первый флаг на второй, который должен взять Форрестол. Майк, Док, Айра, Рене и двое других морских пехотинцев (капрал Харлон Блок и рядовой первого класса Франклин Сусли) сфотографированы Джо Розенталем, когда они поднимают второй флаг.
1 марта Второй взвод попадает в засаду, устроенную японским пулемётным гнездом. Во время боя за гнездо в Майка попадает снаряд, выпущенный ВМС США, и он умирает от полученных ран. Позже в тот же день Хэнк получает ранение в грудь и умирает, а Харлон погибает от пулеметной очереди.
Две ночи спустя, когда Док помогал раненому морскому пехотинцу, Игги был похищен японскими солдатами и затащен в туннель. Несколько дней спустя Док нашёл его изуродованное тело. 21 марта Франклин был убит автоматной очередью и умер на руках у Айры. Из восьми человек в отряде осталось только трое: Док, Айра и Рене. Через несколько дней после смерти Франклина Док был ранен артиллерийским огнём, когда пытался спасти своего коллегу-санитара. Он выживает и отправляется домой. 26 марта битва заканчивается, и морская пехота США одерживает победу.
После битвы фотография Розенталя попала в руки прессы. Это значительно повышает боевой дух и делает его знаменитым. Рене просят назвать имена шестерых мужчин на фотографии; он называет себя, Майка, Дока и Франклина, но ошибочно принимает Харлона за Хэнка. Рене в конце концов называет Айру шестым человеком, даже после того, как Айра угрожает убить его за это.
Док, Айра и Рене отправляются домой в рамках седьмого тура Бондианы. Когда они прибывают в Вашингтон, округ Колумбия, где их встречают как героев, Док замечает, что мать Хэнка значится в списке матерей погибших участников "Восхождения флага". Айра гневно называет программу выпуска облигаций фарсом. Бад Гербер из Министерства финансов делает мужчинам выговор, который говорит им, что страна не может позволить себе войну, и если программа выпуска облигаций провалится, США покинут Тихоокеанский регион, и их жертвы будут напрасными. Все трое договариваются никому не говорить, что Хэнка не было на фотографии.
Поскольку всех троих отправляют по стране собирать деньги и выступать с речами, Айра испытывает чувство вины, сталкивается с дискриминацией как коренной американец и впадает в алкоголизм. После того, как однажды ночью его стошнило на глазах у генерала Александра Вандегрифта, командующего корпусом морской пехоты, его отправили обратно в его подразделение, и кампания по установлению связей продолжилась без него.
После войны трое выживших возвращаются в свои дома. Айра всё ещё борется с алкоголизмом и никак не может избавиться от своей нежелательной славы. Однажды после освобождения из тюрьмы он путешествует автостопом более 1300 миль до Техаса, чтобы повидаться с семьёй Харлона Блока. Он говорит отцу Харлона, что его сын действительно стоял у основания флага на фотографии. В 1954 году был открыт военный мемориал морской пехоты США, и трое тех, кто поднял флаг, увидели друг друга в последний раз. В 1955 году Айру находят мёртвым, и есть подозрение, что он умер от переохлаждения после ночной попойки. Вскрытия не проводилось. В том же году Док приезжает в город, где живет мать Игги, чтобы рассказать ей о том, как умер Игги, хотя подразумевается, что он не говорит ей правды. Рене пытается сделать карьеру в бизнесе, но обнаруживает, что возможности и предложения, которые он получил во время кампании Бонда, аннулированы. После неудачной попытки найти работу в полиции, он проводит остаток своей жизни в качестве уборщика. Док, напротив, преуспевает, покупая похоронное бюро. В 1994 году, на смертном одре, он рассказывает свою историю своему сыну Джеймсу, и в последнем воспоминании о 1945 годе мужчины плавают в океане после поднятия флагов.

## В ролях
| Актёр               | Роль                      |
| ------------------- | ------------------------- |
| Райан Филипп        | Джон «Док» Бредли         |
| Джесси Брэдфорд     | Рене Гэньон               |
| Адам Бич            | Айра Хейз                 |
| Джон Бенжамин Хикки | Кейз Бич                  |
| Джон Слэттери       | Бад Гербер                |
| Барри Пеппер        | Майк Стрэнк               |
| Джейми Белл         | Ральф «Игги» Игнатовски   |
| Пол Уокер           | «Хэнк» Хансен             |
| Роберт Патрик       | полковник Чендлер Джонсон |
| Мелани Лински       | Полин Арнуа / Гэньон      |
| Майра Тёрли         | Мэделин Эвелли            |
| Дэвид Раш           | сенатор                   |
| Скотт Иствуд        | Ландсфорд                 |
| Старк Сэндс         | Вальтер Гаст              |

## Производство
Права на экранизацию книги были приобретены DreamWorks в июне 2000 года. Продюсер Стивен Спилберг пригласил Уильяма Бройлеса написать первые черновики сценария, прежде чем режиссёр Клинт Иствуд пригласил Пола Хаггиса для переписывания. В процессе чтения о японской точке зрения на войну, в частности о генерале Тадамити Курибаяси, Иствуд решил снять сопутствующую часть с Письмами с Иводзимы, которая была снята полностью на японском языке. Брэдли Купер прослушивался на одну из главных ролей. Фильм Флаги наших отцов был снят в течение 58 дней. Джаред Лето изначально был утверждён на роль Рене Ганьона, но ему пришлось отказаться из-за обязательств по туру со своей группой Thirty Seconds to Mars.
Фильм Флаги наших отцов стоил 55 миллионов долларов, хотя изначально бюджет составлял 80 миллионов долларов. Впоследствии Variety снизил цену до 55 миллионов долларов. Хотя фильм снят с американской точки зрения на битву, он был снят почти полностью в Исландии и Южной Калифорнии, с несколькими сценами, снятыми в Чикаго. Съёмки закончились в начале 2006 года, до начала производства Писем с Иводзимы в марте 2006 года.

## Награды и номинации
Премия «Оскар» (2007)
- Номинация на приз «Оскар» в категории «Лучший монтаж звука»
- Номинация на приз «Оскар» в категории «Лучшая работа со звуком»

Премия «Золотой глобус» (2007)
- Номинация на приз «Золотой глобус» в категории «Лучший режиссёр» (Клинт Иствуд)

Премия Общества создателей спецэффектов (2007)
- Приз «ОСС» в категории «Выдающиеся спецэффекты второго плана»

Премия Гильдии кинохудожников (2007)
- Номинация на приз «Великолепный уровень художественного дизайна»

Премия Японской киноакадемии (2007)
- Приз «Премия Японской Киноакадемии» в категории «Лучший иностранный фильм»

Премия «Голубая лента» (2007)
- Приз «Голубая лента» в категории «Лучший иностранный фильм»

Премия Ассоциации кинокритиков телевидения и радио (2007)
- Номинация на приз «АКТР» в категории «Лучший актёр второго плана» (Adam Beach)

Кинопремия «Хочи» (2006)
- Приз "Кинопремия «Хочи» в категории «Лучший иностранный фильм»

Премия «Кинема Джанпо», Япония (2007)
- Приз "Премия «Кинема Джанпо» в категории «Лучший иностранный фильм»
- Приз "Премия «Кинема Джанпо» в категории «Лучший режиссёр иностранного фильма»
- Номинация на приз «Премия зрительского жюри» в категории «Лучший иностранный фильм» (Клинт Иствуд)

Премия Общества кинозвукорежиссёров, США (2007)
- Номинация на приз «ОКЗ» в категории «Выдающиеся достижения в работе со звуком»

Премия звукорежиссёров, США (2007)
- Номинация на приз «Золотая лента» в категории «Лучший монтаж звука — звуковые эффекты»
- Номинация на приз «Золотая лента» в категории «Лучший монтаж звука — диалоги»

Международный кинофестиваль в Палм-Спрингс, США (2007)
- Приз «Восходящая звезда» в категории «Актёр» (Adam Beach)

Премия «Спутник» (2007)
- Приз «Спутник» в категории «Лучший режиссёр»
- Приз «Спутник» в категории «Лучший художественный дизайн»
- Приз «Спутник» в категории «Лучшая операторская работа»
- Номинация на приз «Спутник» в категории «Лучший фильм, Драма»
- Номинация на приз «Спутник» в категории «Лучший адаптированный сценарий»
- Номинация на приз «Спутник» в категории «Лучшие спецэффекты»
- Номинация на приз «Спутник» в категории «Лучшая музыка»
- Номинация на приз «Спутник» в категории «Лучший звук»
- Номинация на приз «Спутник» в категории «Лучший актёр второго плана» (Adam Beach)
- Номинация на приз «Спутник» в категории «Лучший монтаж»

Берлинское биеннале.